# Gadiformes
L'ordine Gadiformes comprende numerose specie di pesci d'acqua dolce, salmastra e salata.

## Etimologia
Il nome scientifico Gadiformes deriva dalle parole latine gadus -merluzzo e forma, e significa appunto a forma di merluzzo. Il nome dell'ordine deriva inoltre dalla famiglia Gadidae.

## Famiglie
- Bregmacerotidae Gill, 1872
- Euclichthyidae Cohen, 1984
- Gadidae Rafinesque, 1810
- Lotidae Nelson, 1994
- Macrouridae Gilbert & Hubbs, 1916
- Melanonidae Nelson, 1984
- Merlucciidae Gill, 1884
- Moridae Moreau, 1881
- Muraenolepididae Nelson, 1984
- Phycidae Nelson, 1994
- Steindachneriidae Betancur et al., 2013